# 725-й отдельный разведывательный артиллерийский дивизион
725-й отдельный разведывательный артиллерийский ордена Красной Звезды дивизион Резерва Главного Командования — воинское формирование Вооружённых Сил СССР, принимавшее участие в Великой Отечественной войне.
Сокращённое наименование — 725-й орадн РГК.

## История
В действующей армии с 06.11.1943 по 09.05.1945.
В ходе Великой Отечественной войны вёл артиллерийскую разведку в интересах артиллерийских частей 22 ад , соединений и объединений  Белорусского и 1-го Белорусского фронтов.
В июне 1945 года дивизион вошёл в состав вновь сформированной 74 гв. кабр 12 гв. стрелкового Краснознамённого корпуса 3-й ударной армии. В июне 1946 года 12 гв. СКК и 74 гв. кабр расформированы.

## Состав
- Штаб
- Хозяйственная часть
- 1-я батарея звуковой разведки (1-я БЗР)
- 2-я батарея звуковой разведки (2-я БЗР)
- батарея топогеодезической разведки (БТР)
- взвод оптической разведки (ВЗОР)
- фотограмметрический взвод (ФГВ)
- хозяйственный взвод

## Подчинение
| Дата                | Фронт                 | Армия                    | Корпус | Дивизия  | Бригада | Примечания |
| ------------------- | --------------------- | ------------------------ | ------ | -------- | ------- | ---------- |
| 06.11.43 -01.12.43г | Белорусский фронт     | 11-я армия               | -      | 22-я ад  | -       | -          |
| 1.12.43-12.2 44г.   | Белорусский фронт     | 65-я армия               | -      | 22-я ад  | -       | -          |
| 12.2.44-1.3.44г     | Белорусский фронт     | 50-я армия               | -      | 22-я ад  | -       | -          |
| 1.3.44-1.6.44г      | 1-й Белорусский фронт | -                        | -      | 22-я ад  | -       | -          |
| 1.6.44-10.07.44г    | 1-й Белорусский фронт | 48-я армия               | -      | 22-я ад  | -       | -          |
| 12.7.44-1.09.44г    | 1-й Белорусский фронт | 28-я армия               | -      | 22-я ад  | -       | -          |
| 1.09.44-31.12.44г   | 1-й Белорусский фронт | -                        | -      | 22-я адп | -       | -          |
| 1.1.45-10.02.45г    | 1-й Белорусский фронт | 8-я гв. армия 47-я армия | -      | 22-я адп | -       | -          |
| 10.02.45-10.04.45г  | 1-й Белорусский фронт | 47-я армия 5-я уд. армия | -      | 22-я адп | -       | -          |
| 10.04.45-9.05.45г   | 1-й Белорусский фронт | -                        | -      | -        | -       | -          |

## Командование дивизиона
Командир дивизиона
- капитан Личак Николай Кириллович
- капитан Юдин Евгений Андрианович
- майор Азаров Василий Самсонович
- майор Трубицин Василий Васильевич
- майор Левин Алексей Николаевич

Начальник штаба дивизиона
- капитан Захаров Георгий Кузьмич
- капитан Войченко Григорий Григорьевич

Заместитель командира дивизиона по политической части
- майор Литманович Семен Ильич
- майор Чирков Александр Васильевич

Помощник начальника штаба дивизиона
- лейтенант, ст. лейтенант Кваше Арон Абрамович
- ст. лейтенант Бондаренко Сергей Александрович

Начальник связи дивизиона
- ст. лейтенант Марченко Алексей Прокофьевич

Помощник командира дивизиона по снабжению
- ст. лейтенант Жидов Николай Григорьевич

## Командиры подразделений дивизиона
Командир 1-й БЗР
- ст. лейтенант,  капитан Шеберстов Константин Николаевич

Командир 2-й БЗР
- ст. лейтенант, капитан Сиднев Юрий Михайлович

Командир БТР
- ст. лейтенант,  капитан Куприянов Фёдор Михайлович
- гв. капитан Богданович Максим Фомич

Командир ВЗОР
- мл. лейтенант Канаев Алексей Николаевич

Командир ФГВ
- лейтенант Астраханцев Григорий Михайлович

## Награды и почётные наименования
| Награды и наименования | дата          | за что получена |
| ---------------------- | ------------- | --- |
| Орден Красной Звезды   | 28.05.1945 г. | награжден указом Президиума Верховного Совета СССР за образцовое выполнение заданий командования в боях при прорыве обороны немцев и наступлении на Берлин и проявленные при этом доблесть и мужество. |